# Quassia cuneata
Quassia cuneata là một loài thực vật có hoa trong họ Thanh thất. Loài này được (A.St.-Hil. & Tul.) Noot. miêu tả khoa học đầu tiên năm 1963.